# Mireia Belmonte
Mireia Belmonte García (Badalona, 1990. november 10. –) olimpiai bajnok, világbajnok, hétszeres rövid pályás világbajnok, négyszeres Európa-bajnok és kilencszeres rövid pályás Európa-bajnok spanyol úszónő.

## Pályafutása
A 2016-os Rióban megrendezett nyári olimpián a 200 méteres pillangóúszás olimpiai bajnoka lett, 400 vegyesen pedig bronzérmet szerzett. 2017-ben a Budapesti úszó világbajnokságon 200 méteres pillangóúszásban a világbajnoki címet is megszerezte, 1500 gyorson és 400 vegyesen pedig második lett.